# St. Josephs River
Der St. Josephs River ist ein Fluss im Nordwesten des australischen Bundesstaates Tasmanien.

## Geografie
Der rund elf Kilometer lange St. Josephs River entspringt an den Südosthängen des Gotopeak Hill, rund neun Kilometer ostnordöstlich der Hellyer Gorge, in der Nähe der Mount Road (B18). Von dort fließt er nach Norden und mündet bei der Siedlung Tewkesbury in den St. Marys River.